# 허시파크 아레나
허시파크 아레나(Hersheypark Arena)은 미국 펜실베이니아주 허시에 위치한 실내 경기장이다. 과거 AHL 허시 베어스의 홈경기장으로 사용했다.